# Grey November
Grey November ist eine 1998 gegründete Atmospheric-Doom-Band.

## Geschichte
Der im französischen Lille lebende Cédric Seyssiecq gründete Grey November im Herbst 1998 in Paris. Seither agierte der Multiinstrumentalist mit den Sängerinnen Lana Coralys, Justine Daaé von Elyose und Marieke Delanghe von Heonia sowie mit dem Sänger und Gitarristen Mickaël Boyron zur Verwirklichung seiner musikalischen Ideen. Die ersten Veröffentlichungen des Projektes erschienen als Download und Stream im Selbstverlag bis Seyssiecq einen Vertrag mit dem russischen Independent-Label GS Productions abschloss.
Über GS Productions erschienen die umfassende Retrospektive Novembre gris 2016 und das Album L’autre mort 2018. Trotz der Kooperation mit dem populären Label blieb die Rezeption, wenn auch positiv, dennoch verhallten.

## Stil
Die von Grey November gespielte Musik wird als Atmospheric Doom, einem Crossover aus ruhigen Funeral Doom, Neoklassik und ätherischem Gothic Metal umschrieben. Die Musik kombiniere Frauengesang und atmosphärisches Keyboardspiel mit einem düsteren und doomigen Stimmung. Dabei sei die Band mit ihrem Stil „weit vom Bombast solcher Bands entfernt, die dem Gothic Metal näher“ stünden.

## Diskografie
- 2000: Grey November (Demo, Selbstverlag)
- 2003: Solitude (Demo, Selbstverlag)
- 2008: D’automne (Album, Selbstverlag)
- 2011: The Fall of the House of Usher (Album, Selbstverlag)
- 2016: Novembre gris (Kompilation, GS Productions)
- 2018: L’autre mort (Album, GS Productions)